# Луна-парк
Луна-парк  (лат luna Месец-парк) (ен Luna park )место за забаву са тобоганима, рингишпилима, стрељанама, аутордомима и друго. 
То је једна врста забавног парка који је добио име  по првом Луна парку,  који је отворен 1903. године у време процвата великих паркова на Кони Ајленду у Америци. 